# Milan Foot-Ball and Cricket Club 1917-1918
Questa voce raccoglie le informazioni riguardanti il Milan Foot-Ball and Cricket Club nelle competizioni ufficiali della stagione 1917-1918.

## Stagione

Guido Ribera, al Milan dal 1917 al 1918

Anche in questa stagione continua la sospensione del campionato a causa della prima guerra mondiale. Per l'Italia il conflitto sta vivendo la sua parte più cruenta per via della disfatta di Caporetto, che vede il Regio Esercito crollare sotto i colpi delle armate austroungariche. Per tale motivo le autorità decidono di vietare l'ingresso del pubblico alle manifestazioni sportive, che si svolgono quindi a porte chiuse.
Nonostante queste difficoltà, la federazione riesce ad organizzare la Coppa Mauro a cui partecipano, tra gli altri, Milan, Inter e Legnano. Alla fine del torneo i rossoneri e i nerazzurri giungono al primo posto a pari merito anche a causa di alcune discusse decisioni a tavolino che penalizzano il Legnano, e quindi viene reso necessario uno spareggio, che è vinto dal Milan sull'Inter per 8 a 1. Questo è ancora oggi la massima differenza reti mai registrata in un derby di Milano ufficiale. Riguardo al torneo, la Coppa Mauro è il terzo trofeo bellico ufficiale consecutivo conquistato dal Milan.

## Divise
| Casa | Trasferta |

## Organigramma societario
Area direttiva
- Presidente: Piero Pirelli
- Vice presidente: Gilberto Porro Lambertenghi
- Segretario: Luigi Bianchi

Area tecnica
- Direttore sportivo: Cesare Stabilini
- Allenatore: carica vacante

## Rosa
| N. |                      | Ruolo | Calciatore       |
| -- | -------------------- | ----- | ---------------- |
|    | Italia (bandiera)    | P     | Edoardo Croce    |
|    | Italia (bandiera)    | P     | Guido Ribera     |
|    | Italia (bandiera)    | D     | Luigi Andreoli   |
|    | Italia (bandiera)    | D     | Mario Cevenini   |
|    | Italia (bandiera)    | D     | Mario Fallai     |
|    | Italia (bandiera)    | D     | Marco Sala       |
|    | Italia (bandiera)    | C     | Emilio Cazzaniga |
|    | Italia (bandiera)    | C     | Cesare Cevenini  |
|    | Italia (bandiera)    | C     | Anselmo Greppi   |
|    | Argentina (bandiera) | C     | Cesare Lovati    |
|    | Italia (bandiera)    | C     | Carlo Marmonti   |
|    | Italia (bandiera)    | C     | Enio Moroni      |

| N. |                   | Ruolo | Calciatore               |
| -- | ----------------- | ----- | ------------------------ |
|    | Italia (bandiera) | C     | Luigi Riva               |
|    | Italia (bandiera) | C     | Alessandro Scarioni      |
|    | Italia (bandiera) | C     | Francesco Soldera        |
|    | Italia (bandiera) | A     | Aldo Cevenini (capitano) |
|    | Italia (bandiera) | A     | Carlo Cevenini           |
|    | Italia (bandiera) | A     | Luigi Cevenini           |
|    | Italia (bandiera) | A     | Romolo Ferrario          |
|    | Italia (bandiera) | A     | Silvio Frigerio          |
|    | Italia (bandiera) | A     | Alfredo Mambrini         |
|    | Italia (bandiera) | A     | Armando Marini           |
|    | Italia (bandiera) | A     | Pietro Poini             |

## Calciomercato
| Acquisti | Acquisti        | Acquisti            | Acquisti |
| R.       | Nome            | da                  | Modalità |
| -------- | --------------- | ------------------- | -------- |
| A        | Carlo Cevenini  | Inter               | -        |
| C        | Cesare Cevenini | Inter               | -        |
| D        | Mario Fallai    | Nazionale Lombardia | -        |
| C        | Enio Moroni     | AC Milanese         | -        |
| P        | Guido Ribera    | US Milanese         | -        |

| Cessioni | Cessioni         | Cessioni             | Cessioni |
| R.       | Nome             | a                    | Modalità |
| -------- | ---------------- | -------------------- | -------- |
| A        | Federico Orlandi | AC Milanese          | -        |
| P        | Angelo Pellacani | Saronno              | -        |
| D        | Amilcare Pizzi   | US Milanese          | -        |
| P        | Carlo Ramponi    | Pro Sesto            | -        |
| A        | Louis Van Hege   | Union Saint-Gilloise | -        |

## Risultati

### Coppa Mauro

#### Girone di andata
| Arbitro: | Onore Balla (Milano) |

|              |           |                            |
| Dotti ?’, ?’ | Marcatori | ?’, ?’, ?’, ?’ A. Cevenini |

| Arbitro: | A.Gama (Milano) |

|                          |           |                           |
| Malaspina 33’ Sodano 37’ | Marcatori | 15’, 27’, 41’ A. Cevenini |

| Arbitro: | Grossi (Milano) |

|                                                                  |           |  |
| A. Cevenini ?’ marcatore sconosciuto ?’ marcatore sconosciuto ?’ | Marcatori |  |

| Arbitro: | Trezzi (Milano) |

|          |           |  |
| Aebi 85’ | Marcatori |  |

| Arbitro: | Venegoni (Legnano) |

|                    |           |                                |
| Bonello 62’ (rig.) | Marcatori | 40’, 85’ A. Cevenini 45’ Poini |

| Arbitro: | Crivelli (Milano) |

|                             |           |             |
| Scarioni 25’ A. Cevenini ?’ | Marcatori | ?’ Bojocchi |

#### Girone di ritorno
| Arbitro: | Crivelli (Milano) |

|                                                 |           |  |
| A. Cevenini 44’ (rig.), 45’ Ca. Cevenini ?’, ?’ | Marcatori |  |

| Arbitro: | Barnabò (Milano) |

|            |           |                |
| Soldera 1’ | Marcatori | 5’, 69’ Sodano |

| Arbitro: | Crivelli (Milano) |

|                 |           |                            |
| Giustacchini 9’ | Marcatori | 58’ A. Cevenini 67’ Marini |

| Arbitro: | ? |

|            |           |  |
| Marini 85’ | Marcatori |  |

| Milano 30 dicembre 1917 11ª giornata | Milan | 2 – 0 | Enotria | Velodromo Sempione |

| Saronno 1º gennaio 1918 12ª giornata | Saronno | 0 – 2 | Milan |  |

#### Spareggio
| Arbitro: | ? |

|                                                                     |           |               |
| A. Cevenini 11’, 25’, 62’, 66’, 80’ L. Cevenini 68’, 73’ Marini 88’ | Marcatori | 55’ Scheidler |

## Statistiche

### Statistiche di squadra
| Competizione | Punti | In casa | In casa | In casa | In casa | In casa | In casa | In trasferta | In trasferta | In trasferta | In trasferta | In trasferta | In trasferta | Totale | Totale | Totale | Totale | Totale | Totale | DR  |
| Competizione | Punti | G       | V       | N       | P       | Gf      | Gs      | G            | V            | N            | P            | Gf           | Gs           | G      | V      | N      | P      | Gf     | Gs     | DR  |
| ------------ | ----- | ------- | ------- | ------- | ------- | ------- | ------- | ------------ | ------------ | ------------ | ------------ | ------------ | ------------ | ------ | ------ | ------ | ------ | ------ | ------ | --- |
| Coppa Mauro  | 22    | 7       | 6       | 0       | 1       | 21      | 4       | 6            | 5            | 0            | 1            | 14           | 7            | 13     | 11     | 0      | 2      | 35     | 11     | +24 |

### Statistiche dei giocatori
| Giocatore    | Coppa Mauro | Coppa Mauro |
| Giocatore    | Presenze    | Reti        |
| ------------ | ----------- | ----------- |
| L. Andreoli  | 11          | 0           |
| E. Cazzaniga | 10          | 0           |
| A. Cevenini  | 11          | 19          |
| Ca. Cevenini | 8           | 2           |
| Ce. Cevenini | 1           | 0           |
| L. Cevenini  | 1           | 2           |
| M. Cevenini  | 1           | 0           |
| E. Croce     | 1           | 0           |
| M. Fallai    | 4           | 0           |
| R. Ferrario  | 0           | 0           |
| S. Frigerio  | 1           | 0           |
| A. Greppi    | 1           | 0           |
| C. Lovati    | 1           | 0           |
| A. Mambrini  | 6           | 0           |
| A. Marini    | 3           | 3           |
| C. Marmonti  | 5           | 0           |
| E. Moroni    | 6           | 0           |
| P. Poini     | 7           | 1           |
| G. Ribera    | 11          | -11         |
| L. Riva      | 1           | 0           |
| M. Sala      | 9           | 0           |
| A. Scarioni  | 10          | 1           |
| F. Soldera   | 10          | 1           |